# 核纖層
核纖層旧称“核周层”、“核衬层”或“核层”，是位于细胞核内染色质与核膜之间的高电子密度网络片层结构，由中间丝与膜相关蛋白（membrane associated proteins）交织形成，普遍存在于真核细胞的细胞核中。核纤层处于核基质中，在核内与核内膜（inner nuclear membrane，INM）相连，在核外则与内质网相连。核纤层是支撑细胞核的一种结构，对调节DNA自我复制、DNA转录、细胞凋亡与细胞分裂过程中核膜的破裂及重建也起到一定作用。此外，核纤层还可以辅助组织染色质并锚定核孔复合物（nuclear pore complexes，NPCs）、核膜蛋白及转录因子。

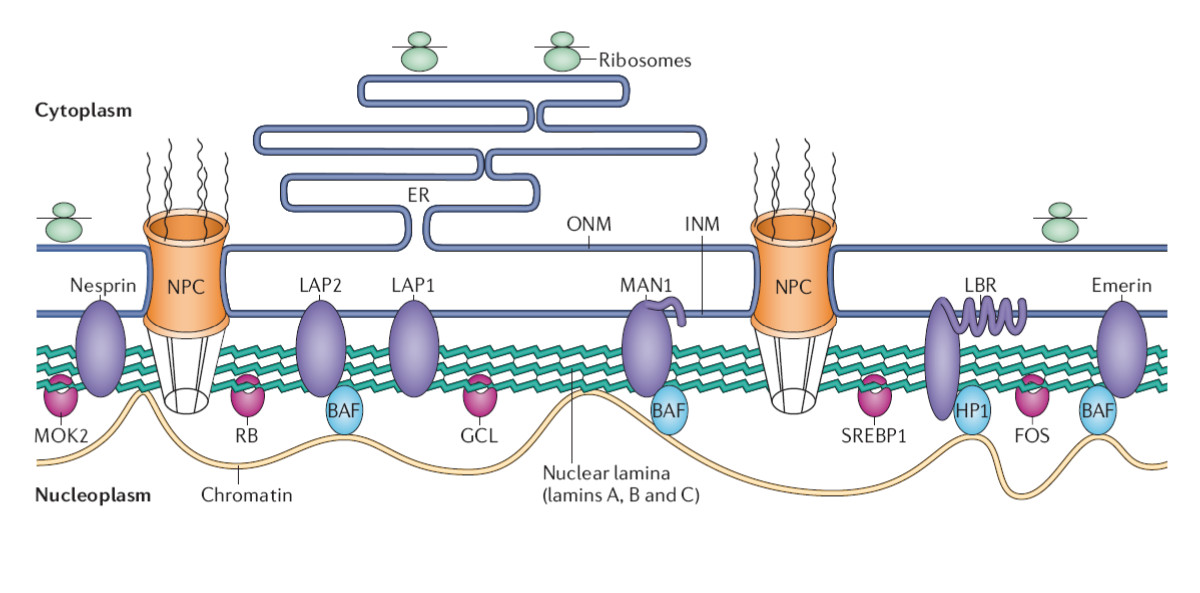
核纤层结构与功能的示意图。图中可见核纤层（蓝绿色）位于核膜（灰色）内侧，锚定核孔复合物（橘黄色）及其他如核膜蛋白（淡紫色）及转录因子（粉红色）等众多分子。核纤层还可以维持细胞核结构稳定并组织染色质（淡黄色）。Coutinho et al. Immunity & Ageing 2009

## 历史
1993年，中国生物学家陈彬等用电镜首次显示了在单细胞原生动物——四膜虫（Tetrahymena thermophila）中存在典型的核纤层结构。

## 结构与组成
不同细胞的核纤层厚度有所不同，但都大致处在30-100nm的范围内。核纤层主要由核纤层蛋白（ lamin）和核纤层结合膜蛋白（nuclear lamin-associated membrane proteins）这两种组分组成：
- 核纤层蛋白属于Ⅴ型中间纤维，[6]相对分子质量约为60-80kDa。这类中间丝可按其一级结构的同源性、生物化学性质和在细胞周期中的细胞定位被归为A型（包括核纤层蛋白A、C）或B型（包括核纤层蛋白B1、B2）。[7]真核细胞可表达出两种类型中的所有核纤层蛋白。[8]细胞分裂过程中核纤层蛋白会被修饰，发生构象上的转变，使核纤层发生解聚或重装配。

- 核纤层结合膜蛋白是与核纤层结合的膜蛋白，其中既包括膜内在蛋白也包括膜周边蛋白。核纤层结合膜蛋白中最重要的是核纤层蛋白结合多肽1（lamin-associated polypeptide 1，LAP 1）、核纤层蛋白结合多肽2（lamin-associated polypeptide 2，LAP 2）、核纤层蛋白B受体（lamin B-receptor，LBR）、埃默蛋白（emerin）、otefin蛋白及MAN 1。这些存在于核内膜中或与核内膜相连的分子介导了核纤层与核膜之间的连接。

## 功能
在细胞或聚胞进行有丝分裂时，核纤层蛋白被磷酸化，引起核纤层可逆解聚，使核膜崩解；在分裂末期，核纤层蛋白的去磷酸化则直接介导了核膜围绕染色体开始的重建。

## 起源与进化
原核细胞内不存在核膜包被的细胞核，故不具有存在于细胞核中的核纤层结构。但已有研究证实在现存最原始的真核生物——源真核生物（Archezoa）的细胞内出现了核骨架，细胞质中也出现了发达的中间纤维，以及不发达或不典型的核纤层（只含一种相当于高等真核细胞核纤层B型成分）。因此，有分析认为核纤层是伴随着“真核型”染色质的起源进化而形成的。

## 延伸閱讀
- Goldman et al., "Nuclear lamins: building blocks of nuclear architecture", Genes and Development 16:543-547, 2002. A good introductory article.

## 外部連結
- 醫學主題詞表（MeSH）：Nuclear+Lamina